# Hürtgenwald-Gedächtnis-Kapelle

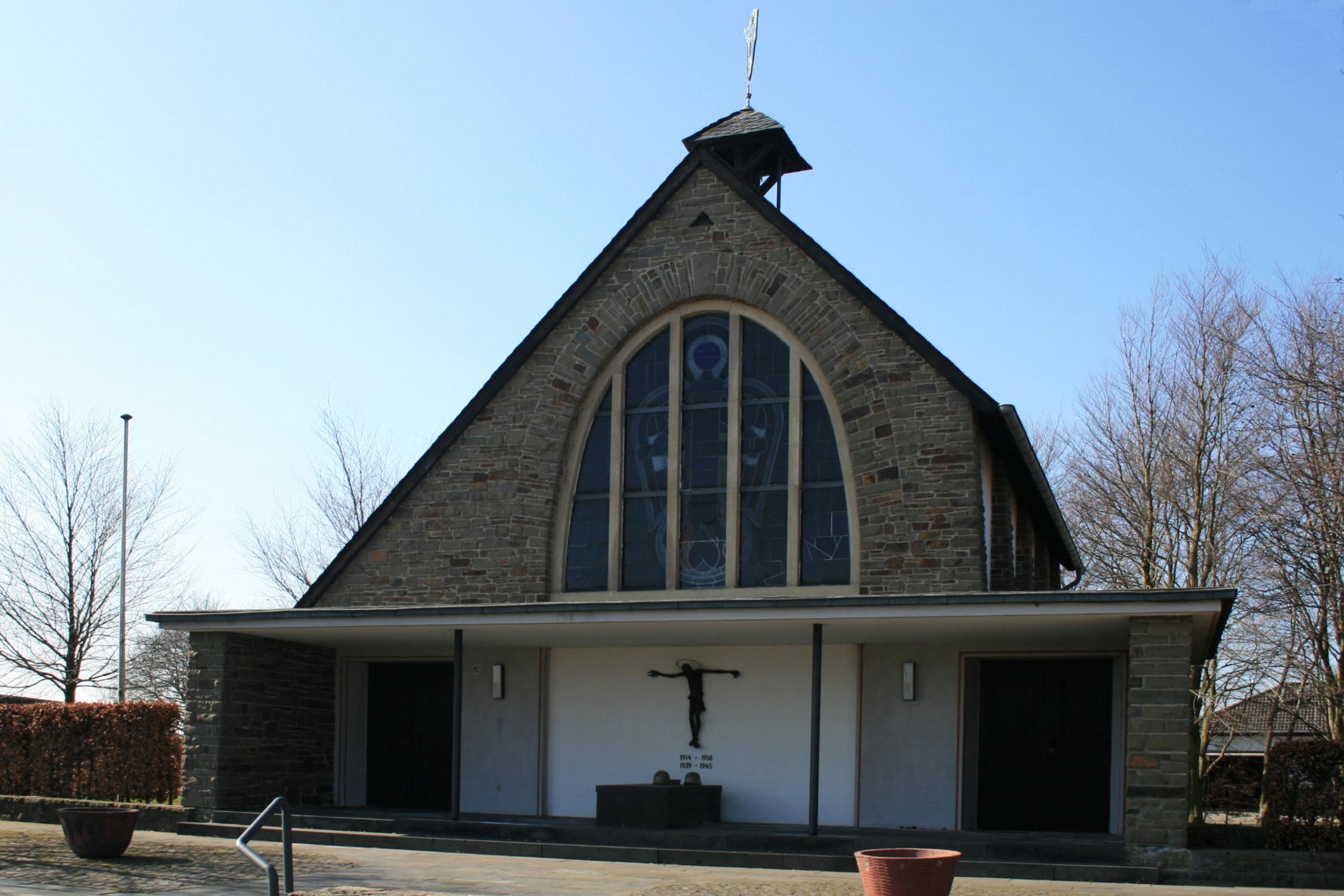
Die Kapelle

Die Hürtgenwald-Gedächtnis-Kapelle steht im Ortsteil Kleinhau der Gemeinde Hürtgenwald im Kreis Düren (Nordrhein-Westfalen).
Sie wurde zwischen 1966 und 1970 erbaut. Eingeweiht wurde sie am 4. Oktober 1970. Sie erinnert an die Schlacht im Hürtgenwald am Ende des Zweiten Weltkrieges, bei der tausende Soldaten den Tod fanden.

## Baudenkmal
Die Kapelle ist unter Nr. 23 seit dem 20. März 1995 in die Denkmalliste eingetragen. Die Denkmalbeschreibung lautet wie folgt:

„Das Gebäude weist sich in seiner äußeren in inneren Erscheinung als ein typisches Bauwerk der 1950er Jahre aus. Zwar wurde die Kapelle erst in den Jahren 1966–70 errichtet, doch stammt die Planung des Architekten Richartz von 1954, sie wurde fast unverändert übernommen und umgesetzt. Über einem L-förmigen Grundriss erhebt sich ein schlichter Baukörper, der mit seinem über den Nebenwänden abgeschleppten Satteldach traditionelle Bauformen der Eifelregion aufnimmt.
Erschlossen wird der Bau durch eine offene, der Kapelle vorgelagerte Vorhalle, die über zwei Stufen erreichbar ist und seitlich von zwei massiven Bruchsteinwänden abgeschlossen wird. Den waagerechten Abschluss bildet ein gerades, leicht vorkragendes Vordach, das zusätzlich von zwei filigran wirkenden Eisenstützen getragen wird. Die Rückwand der Vorhalle ist verputzt. Links befindet sich der Kircheneingang, rechts der Eingang zu einem Nebenraum. Im Plan ist die Putzfläche zwischen den Türen noch von fünf kleinen längsrechteckigen Fenstern durchbrochen, die beim Bau nicht zur Ausführung kamen. Über der Vorhalle erhebt sich das durch die Abschleppung asymmetrisch geformte Fenster, das noch zeitgenössische farbige Verglasung aufweist. Die Seitenwände der Kapelle sind durch strebepfeilerartige Bruchsteinwandvorlagen in vier Joche gegliedert. Die zurückspringenden Wandflächen sind verputzt und nur auf der Südseite von kleinen quadratischen Fenstern durchbrochen. Auf dem schiefergedeckten Dach erhebt sich ein kleiner Dachreiter mit Glocke.
Der Innenraum der Kirche wird von der Parabelform des Giebelfensters bestimmt, die Gestalt der gewölbten Decke spiegelt die Figur des Giebelfensters wider. Nach Süden öffnet sich ein kleines flach gedecktes Seitenschiff. Der gesamte Innenraum ist einheitlich weiß gefasst. Die Ausstattung geht in weiten Teilen auf die Entwürfe des Architekten zurück.
Obwohl die Kapelle erst zum Ende der 1960er Jahre errichtet wurde – jedoch Pläne des Jahres 1954 exakt umgesetzt wurden – kann man hier von einem typischen Architekturbeispiel der 1950er Jahre sprechen. Die charakteristische Formensprache dieser Zeit wurde hier mit landschaftstypischen Merkmalen (Abschleppung) und Materialien (Bruchstein, Schiefer) zu einer harmonischen Einheit verbunden. Der Innenraum ist bis ins Detail unverändert erhalten. Somit ist die Anlage bedeutend für die Geschichte des Menschen – sie dokumentiert den Aufbauwillen der Gemeinde nach fast völliger Kriegszerstörung – und sie ist erhaltenswert aus baugeschichtlichen und ortsgeschichtlichen Gründen.“

## Gedenkstätte
Die Vorhalle überdacht das Epitaph eines unbekannten 1969 in Großhau geborgenen Soldaten. Die abschließende weiße Wand trägt einen Christus-Korpus ohne jedes Beiwerk bis auf die Gloriole aus Stacheldraht und die Jahreszahlen der beiden letzten Weltkriege. Insofern gehört die Kapelle zu den Gedenkstätten für die Opfer der Weltkriege.

## Baugeschichte
Die Kapelle sollte den Gottesdiensten der Bürger von Kleinhau dienen, wurde aber als solche vom Bistum Aachen nicht genehmigt, denn auch damals gab es schon den Priestermangel. Deshalb lagen die Pläne des Architekten Heinrich Richartz lange in der Schublade. Erst 1965 erhielt die Gemeinde die Genehmigung für eine Leichenhalle. Der daraufhin gegründete Kirchbauverein sammelte die Hälfte der Baukosten von 145.000 DM, das Grundstück wurde gestiftet. Erst 1973 kam die Kapelle in den Besitz der Kirchengemeinde. Im gleichen Jahr löste sich der 1956 gegründete Kapellenbauverein auf. Bis etwa 1985 wurden in der Kapelle regelmäßig katholische und evangelische Gottesdienste gefeiert, für 2009 noch einmal evangelisch, seitdem nur noch sporadisch.

## Ausstattung
Auch von der Innenausstattung wurde einiges gestiftet, so etwa das sogenannte Hemingway-Fenster, das der Indener, später Wuppertaler Glaskünstler Paul Franz Bonnekamp gestaltete und das der Architekt stiftete. Von Bonnekamp stammt auch das bestimmende parabolig sich nach unten verbreiternde Giebelfenster, das einen Friedensengel zeigt mit in den 15 Fächern aufgenommenen Zutaten und Hinterlassenschaften der Schlachten um den Ort. Viele Bürger haben Einrichtungsgegenstände gestiftet. Der schwere Eichenholzkorpus wurde erst 1974 wiedergefunden, als er in Belgien verkauft werden sollte. Der Korpus stammt noch aus der Zeit Napoleons.